# Sorbisches Schulwesen

Überblick über sorbische Bildungseinrichtungen und Einrichtungen mit Sorbisch-Angebot in der Lausitz

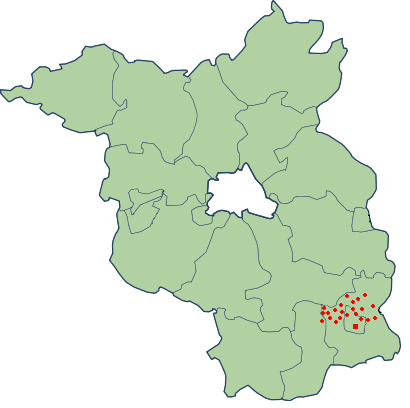
B-Schulen in Brandenburg (1954/55)

A- und B-Schulen in Sachsen (1954/55)

Als Sorbische Schulen bezeichnet man jene Bildungseinrichtungen in der Lausitz, die neben der deutschen vorwiegend oder teilweise eine der beiden Standardvarietäten der sorbischen Sprache zur Lehrvermittlung verwenden.

## Geschichte
Die Geschichte sorbischsprachigen Unterrichts in der Lausitz war in den vergangenen Jahrhunderten vielen Veränderungen unterworfen, die meist auf Umbrüche in der deutschen Politik gegenüber den Sorben zurückzuführen sind.
Seit dem späten Mittelalter übernahmen vor allem Geistliche den Unterricht in sorbischer Sprache. Den ersten geregelten und offiziellen sorbischen Unterricht gab es im Kurfürstentum Sachsen, jedoch wurde das Sorbische als Unterrichtssprache meist nur im Religionsunterricht verwendet. Zudem diente es – auch in der Niederlausitz – in den unteren Klassen als Hilfssprache zum Erlernen des Deutschen, was im Zuge der angestrebten Germanisierung als eigentliches Bildungsziel in den sorbischen Gebieten betrachtet wurde. Zur Zeit des Kaiserreiches war Sorbischunterricht besonders in Preußen verboten. Trotzdem gab es einige Lehrer und Intellektuelle, die ihre Schüler in der sorbischen Sprache unterrichteten, so z. B. unterrichtete Fryco Rocha von 1891 bis 1915 die Kinder in Tauer auf Wendisch. Vielfach waren es jedoch gerade auch sorbische Lehrer, die ihren Schülern verboten, in der Schule ihre Muttersprache zu sprechen. Aus der Schulchronik des Heidedorfs Neustadt/Spree ist überliefert, dass „die Kinder, die Ostern [1914] eintreten, kein Wort deutsch [verstehen]“. Alfred Ender, der keine Sorbischkenntnisse hatte und seit etwa 1900 Lehrer in Neustadt war, hatte bis 1908 „nicht ein einziges Kind deutscher Abkunft in [der] Schule“. Dies gestaltete den Unterricht in deutscher Sprache oft schwierig.

### Zeit des Nationalsozialismus
Auch im Nationalsozialismus war die sorbische Sprache in Schulen verboten, ab 1937 sogar jegliche Veröffentlichungen in sorbischer Sprache. Durch die Veränderung der Schulbezirke kamen Kinder aus dem sorbischen Kerngebiet in deutsche Volksschulen, wo sie ihre Sprache nicht sprechen konnten; sorbische Lehrer wurden aus der Lausitz in andere, nicht-sorbische Gebiete des deutschen Reiches versetzt und durch deutsche Lehrer ersetzt. In einigen Orten fanden jedoch die dagebliebenen sorbischen Lehrer Möglichkeiten das Sprachverbot zu umgehen. So ließ beispielsweise in Klix der Lehrer und Autor Jan Meschgang, der noch bis 1944 unterrichten konnte, seine Schüler unter dem Vorwand des ländlichen Brauchtums sorbische Flurnamen sammeln.

### Sorbische Schulen nach 1945
Nach dem Zweiten Weltkrieg wurden erstmals in der gesamten Lausitz sorbische Schulen eingerichtet und ein sorbisches Lehrerbildungsinstitut eröffnet. Mit dem Ziel, dass „die Lausitz zweisprachig wird“ versuchte man in der DDR, der sorbischen Sprache im Alltag und vor allem in der regionalen Wirtschaft einen höheren Stellenwert zu geben. Durch die „Anweisung zur Regelung der Schulverhältnisse in den sorbischen Sprachgebieten der Länder Sachsen und Brandenburg“ vom 9. April 1952 durch das Ministerium für Volksbildung wurde eine gesetzliche Grundlage für die Einrichtung zweier Schultypen geschaffen. In Schulen des Typ A wurde der Unterricht auf Sorbisch abgehalten, während Sorbisch in Typ-B-Schulen den Status einer Fremdsprache hatte. Überdies wurde nun verstärkt die Ausbildung sorbischsprachiger Lehrer, der Druck von Schulbüchern und die Einrichtung sorbischsprachiger Kindergärten gefördert.
Seitens der deutschen Bevölkerung und der Flüchtlinge aus dem Osten sowie zugezogener Industriearbeiter kam es in den 1950er Jahren jedoch zu Protesten gegen die Errichtung sorbischer Schulen. Aufgrund der fehlenden Identifikation mit der sorbischen Sprache gab es von ihrer Seite kaum eine Bereitschaft ihre Kinder zumindest in eine B-Schule zu schicken. Deutsche Schulen wurden bevorzugt.
Auch in einigen sorbischen Familien gab es aufgrund der langjährigen Unterdrückung der eigenen Sprache und Kultur Vorbehalte, die Kinder auf sorbische Schulen zu schicken. Insbesondere in der Niederlausitz und in der Oberlausitzer Heide hatte Sorbisch einen geringen Stellenwert. Dazu kam die Angst der Eltern, dass ihre Kinder die deutsche Sprache nicht richtig erlernen würden. In der Niederlausitz gab es außerdem das Problem, dass der Niedersorbischunterricht meistens von Obersorben durchgeführt wurde.
In den Jahren von 1954 bis 1955 existierten in der Niederlausitz 22 Schulen des Typs B und eine niedersorbische Oberschule (heute Gymnasium). Im gleichen Zeitraum gab es in der Oberlausitz  73 B-Schulen, 11 Schulen des Typs A und eine obersorbische Oberschule (wiederum heute auch Gymnasium). Darüber hinaus existierten für die Schulstandorte Hoyerswerda, Groß Särchen, Kotten, Wittichenau, Sdier, Storcha, Schleife, Döbbrick, Dissen und Drachhausen Pläne, die vorhandenen B-Schulen in A-Schulen umzuwandeln. Dies scheiterte jedoch am Mangel von Lehrern und Räumlichkeiten.
| Anzahl                         | 1945     | 1946 | 1947 | 1948 | 1949 | 1950 | 1951 | 1952 | 1953 | 1954 | 1955 |
| ------------------------------ | -------- | ---- | ---- | ---- | ---- | ---- | ---- | ---- | ---- | ---- | ---- |
| zweisprachiger Grundschulen    | 14       | 24   | 39   | 68   | 69   | 78   | 70 a | 72   | 72   | 81   | 95   |
| sorbischer Schulen (A-Schulen) |          |      |      |      |      |      |      | 9    | 9    | 11   | 11   |
| zweisprachiger Lehrer          | ca. 75 b | 82   | 112  | 142  | 188  | 211  | 244  | 258  | 271  | 290  | 290  |

| Schülerzahl        | 1956/57 | 1957/58 | 1959/60 |
| ------------------ | ------- | ------- | ------- |
| Kreis Bautzen      | 9.569   | 10.049  | 11.326  |
| Kreis Kamenz       | 764     | 799     | 1.004   |
| Kreis Niesky       | 768     | 833     | 827     |
| Kreis Hoyerswerda  | 2.955   | 2.944   | 3.320   |
| Kreis Weißwasser   | 1.381   | 1.171   | 1.420   |
| Cottbus            | 309     | 277     | 1.739   |
| Kreis Cottbus-Land | 1.638   | 1.804   | 1.949   |
| Kreis Calau        | 32      | 25      | 850     |
| Kreis Forst        | 74      | 74      |         |
| Kreis Guben        | 106     | 332     |         |
| Kreis Lübben       | 92      |         |         |
| Gesamte Lausitz    | 17.688  | 18.308  | 22.435  |

Bereits Ende der 50er Jahre wurde die staatliche Unterstützung für den sorbischsprachigen Unterricht schrittweise zurückgenommen. Die Losung, dass die Lausitz zweisprachig wird, verschwand bereits 1958 mit dem Rücktritt vom Fred Oelßner. Nachdem sich die DDR-Regierung dann dafür ausgesprochen hatte, dass „die Lausitz sozialistisch wird“, wurde der Sorbischunterricht an vielen Schulen wieder eingestellt oder durch gesetzgeberische Maßnahmen behindert. So hatte die „Anweisung zur Verbesserung des naturwissenschaftlichen Unterrichts und des Sorbischunterrichts an den zwölfklassigen allgemeinbildenden polytechnischen Oberschulen und Oberschulen mit sorbischen Sprachunterricht vom 2. Oktober 1962“ eine weitgehende Verdrängung des Sorbischen aus dem mathematischen und naturwissenschaftlichen Unterricht zur Folge. Auf Druck Zugezogener wurde zwei Jahre später mit der 7. Durchführungsbestimmung zum Volksbildungsgesetz vom 30. April 1964 auch der Sorbischunterricht an B-Schulen für fakultativ erklärt. Kinder, die Sorbisch lernten, hatten nun mehr Unterrichtsstunden in der Woche als die anderen Kinder; zudem waren sie ungünstig gelegt (meist am späten Nachmittag). Dies hatte ein drastisches Sinken der Sorbischschülerzahlen von 12.000 auf 3.000 innerhalb eines Jahres zur Folge. Erst ab Mitte der siebziger Jahre erhöhte sich dank engagierter Lehrer und Eltern die Zahl der Teilnehmer am Sorbischunterricht wieder auf durchschnittlich 6000 Schüler jährlich.

## Gegenwärtige Situation
Das Recht, die sorbische Sprache zu erlernen und in festzulegenden Fächern und Jahrgangsstufen in der sorbischen Sprache unterrichtet zu werden, wird für Schüler im sorbischen Siedlungsgebiet durch sowohl das Sächsische (§ 2 SächsSchulG) als auch das Brandenburgische Schulgesetz (§ 5 BbgSchulG) garantiert. 1991 wurde durch Lehrer, Erzieher und Eltern der Sorbische Schulverein ins Leben gerufen, der als Fachverein sorbische Interessen im Bildungswesen vertritt und als Ansprechpartner dient.
Ab 2001 wurde die strikte Einteilung in Muttersprachler und Nichtmuttersprachler (A- und B-Klassen) an sorbischen Schulen aufgehoben und zunehmend durch ein Konzept zweisprachigen sorbisch-deutschen Unterrichtes ersetzt. Das Ziel des Konzeptes „2plus“ ist es, durch bilingualen Sach-Fachunterricht in einzelnen Fächern und intensiven Sorbischunterricht ein möglichst muttersprachliches Niveau sowohl in Deutsch als auch in Sorbisch zu erreichen.
Das sorbische Schulnetz ist in Sachsen besser ausgebaut als in Brandenburg. Insgesamt gibt es in der Lausitz heute etwa 25 Grundschulen, in denen Sorbisch obligatorisches Unterrichtsfach ist. In Sachsen gibt es derzeit vier Oberschulen mit Sorbisch als Lehrvermittlungssprache in Bautzen, Räckelwitz, Ralbitz und in Radibor, sowie eine Oberschule mit zweisprachigem Unterricht in Schleife (seit 2020 im neuen Schulkomplex). Darüber hinaus wird in drei weiteren sächsischen Oberschulen Sorbisch als Fremdsprache vermittelt. (Stand 2009)
Seit 2008 arbeiten im Sorbischen Schul- und Begegnungszentrum in Bautzen Sorbische Grundschule, Oberschule und Gymnasium unter einem Dach. Neben dem Sorbischen Gymnasium in Bautzen, an dem Sorbisch als Unterrichtssprache verwendet wird, kann in Sachsen an zwei Gymnasien in Hoyerswerda Sorbisch als Fremdsprache erlernt werden.
In Brandenburg befindet sich das Niedersorbische Gymnasium in Cottbus.

## Probleme und Perspektiven

Ehemalige Sorbische Mittelschule in Panschwitz-Kuckau.

Wie andere Schulen waren in jüngster Vergangenheit auch die sorbischen Bildungseinrichtungen als Folge des demografischen Wandels von Schulschließungen bedroht und betroffen. Zwar wurde im Jahr 1999 vom sächsischen Kultusministerium mündlich mitgeteilt, dass der Bestand sorbischer Grundschulen auch bei einer Unterschreitung der Mindestschülerzahl gewährleistet sei, weiterführende sorbische Schulen genießen jedoch keinen gesonderten Schutz. So gelten für die Schulen der Minderheit – anders als in vielen anderen Gebieten Europas – die gleichen Mindestschülerzahlen wie für Schulen der deutschen Mehrheitsbevölkerung – eine Handhabung, die aufgrund der großen Bedeutung, die Schulen für den Erhalt von Minderheitssprachen haben, stark kritisiert wird. So schlossen auch im sorbisch-katholischen Kerngebiet (Städtedreieck: Bautzen–Kamenz–Hoyerswerda) aufgrund des Geburtenrückgangs zwei Mittelschulen: Im Jahre 2003 erfolgte trotz großer Proteste und Unterschriftensammlungen, die von Sorben und Nicht-Sorben unterstützt wurden, die Schließung der sorbischen Mittelschule in Crostwitz. Ende des Schuljahres 2006/2007 wurde auch die sorbische Mittelschule in Panschwitz-Kuckau geschlossen. Die Schüler müssen nun fernere sorbische Schulen oder weniger entfernte deutsche Schulen besuchen.
Bemerkenswert ist, dass trotz des Geburtenrückgangs in der Lausitz die Zahl der Sorbischschüler seit 2004 insgesamt wieder gestiegen ist. Dies ist insbesondere auf die zunehmende Zahl der Grundschüler in Brandenburg zurückzuführen, die Sorbisch als Zweit- oder Fremdsprache lernen.

Logo des Witaj-Konzepts

Für die langfristige Sicherung eines stabilen sorbischen Schulnetzes kommt der sprachlichen Frühförderung in Kindergärten eine wesentliche Rolle zu. Um eine möglichst hohe Sprachqualität des Unterrichts zu verwirklichen, sieht es der Sorbische Schulverein e. V. als wünschenswert an, dass insbesondere die Kinder aus deutschen und nichtsorbischen Elternhäusern durch einen frühen Kontakt mit der sorbischen Sprache im Kindergarten im Rahmen des Witaj-Projekts sprachlich auf die Schule vorbereitet werden.